# アルケラオス (カッパドキア王)
アルケラオス（希：Αρχέλαος、ラテン文字転記：Archelaos、? - 17年、在位：紀元前36年 - 17年）は、カッパドキアの最後の王である。

## 来歴
アルケラオスはコマナの高級神官であった同名の父アルケラオスとその妻グラヒュラの子であり、第一次・第三次ミトリダテス戦争で活躍した将軍アルケラオスの曾孫である。紀元前36年、カッパドキア王アリアラテス10世を追い出したマルクス・アントニウスによってアルケラオスはカッパドキア王に据えられた（ただし属国状態）。アルケラオスは第2代ローマ皇帝ティベリウスの治世まで王位にあった。タキトゥスの伝えるところでは、ティベリウスがロドス島に住んでいた時にアルケラオスは一度も彼の許に伺候しなかったため、ティベリウスの不興を買い、別の機会でローマに召還された時、（理由は不明であるが）ティベリウスと元老院の弾劾を受けたという。アルケラオスの死後、カッパドキアはローマに吸収され、ローマの属州となった。
『ユダヤ古代誌』第XVI巻1章終盤の記述によると、彼の娘で祖母の名を継いだグラヒュラ（グラフュラ）は、後にユダヤのヘロデ大王の息子の1人であるアレクサンドロスに嫁いだ（紀元前15年ごろと推測される）。